# Новотемирский
Новотемирский — посёлок в Чесменском районе Челябинской области России. Входит в состав Березинского сельского поселения.

## География
Посёлок находится на юго-востоке области, в степной зоне, на правом берегу реки Темир-Зингейки, к юго-западу от озера Зингейка, на расстоянии 35 км к юго-западу от села Чесма, административного центра района. Абсолютная высота 374 метра над уровнем моря.

## Население
| 2002 | 2010 |
| ---- | ---- |
| 204  | ↘185 |

Национальный состав
Согласно результатам переписи 2002 года, в национальной структуре населения русские составляли 64 %.